# Dark Horse (film 2011)
Dark Horse è un film del 2011 diretto da Todd Solondz.

## Trama
Abe è un trentenne ancora non cresciuto, che colleziona figurine dei fumetti e lavora nell'ufficio del padre, dove viene coccolato dalla segretaria. In occasione di un matrimonio conosce Miranda, che accetta a sorpresa di sposarlo. Ma la storia non finisce con il lieto fine.

## Distribuzione
Il film è stato presentato in concorso alla 68ª Mostra internazionale d'arte cinematografica di Venezia.